# Chryseis av Makedonien
Chryseis,  död 200-talet f.Kr., var drottning av Makedonien, gift med kung Demetrios II Aetolicus och Antigonos III.
Hennes bakgrund är oklar. Romarna uppger att hon ursprungligen var en krigsfånge som Demetrios valde att gifta sig med. Denna uppgift kan dock ha varit romersk propaganda mot Demetrios. Hon gifte sig med Demetrios II och blev mor till Filip V av Makedonien. Efter Demetrios II:s död uppges Antigonos III ha gift sig med "Filip V:s mor", vilket måste innebära att han gifte sig med Chryseis.